# تشارلز باليسر
تشارلز باليسر (بالفرنسية: Charles Pélissier )‏ (و. 1903 – 1959 م) هو راكب دراجة هوائية فرنسي، ولد في الدائرة السادسة عشرة في باريس، شارك في طواف فرنسا، توفي في باريس، عن عمر يناهز 56 عاماً، بسبب سرطان.

## سباقات أو مراحل فاز بها
| التاريخ        | السباق                                                                  | المركز                  |
| -------------- | ----------------------------------------------------------------------- | ----------------------- |
| 01 يناير 1925  | باريس-أراس 1925                                                         | الفائز في التصنيف العام |
| 01 يناير 1927  | بطولة سباق الطرق الفرنسية 1927                                          | المركز الثاني           |
| 17 أبريل 1927  | سباق باريس روبيه 1927                                                   | المركز الثالث           |
| 01 يناير 1928  | باريس تورز 1928                                                         | المركز الثاني           |
| 01 يناير 1930  | بطولة العالم لسباق الدراجات على الطريق 1930 – سباق الطريق الفردي للرجال | التاسع في التصنيف العام |
| 01 يناير 1930  | بطولة سباق الطرق الفرنسية 1930                                          | المركز الثاني           |
| 05 أبريل 1931  | سباق باريس روبيه 1931                                                   | المركز الثاني           |
| 16 أبريل 1933  | سباق باريس روبيه 1933                                                   | الثامن في التصنيف العام |
| 02 سبتمبر 1933 | 1933 Critérium des As                                                   | الفائز في التصنيف العام |
| 08 سبتمبر 1934 | 1934 Critérium des As                                                   | المركز الثاني           |

## روابط خارجية
- تشارلز باليسر على موقع أرشيف الدراجات (الإنجليزية)
- تشارلز باليسر على موقع إحصائيات الدراجات الإحترافية (الإنجليزية)
- تشارلز باليسر على موقع CycleBase (الإنجليزية)